# Zdravotní péče v Ghaně

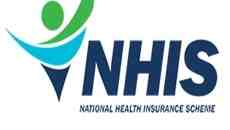
Logo Národního systému zdravotního pojištění

Zdravotní péče v Ghaně prošla během historie řadou proměn. V před koloniálním období poskytovali primární péči tradiční vesničtí kněží, duchovní a bylinkářky. I v 21. století přetrvává tradiční léčitelství, a to především ve venkovských oblastech Ghany. V postkoloniálním období vláda podnikla několik intervencí do systému zdravotní péče. Tyto snahy o reformu vyvrcholily přijetím Národního systému zdravotního pojištění (NHIS). Tento systém usiluje o zlepšení přístupu ke zdravotní péči pro všechny Ghaňany a zajišťuje také zdravotní pojištění.

## Historie

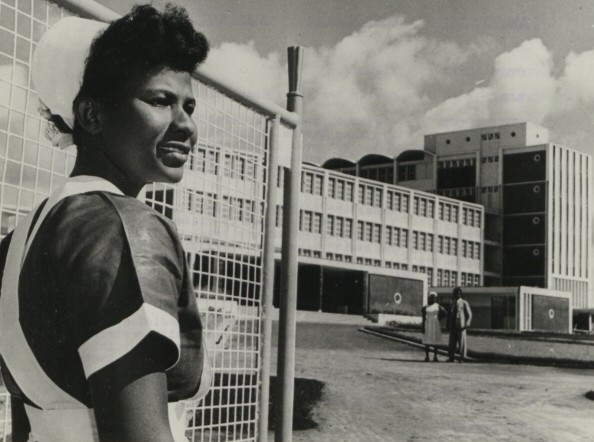
Nemocnice v Kumasí se zdravotnickým personálem, 1957

V roce 1874 byla Ghana oficiálně prohlášena britskou kolonií. V Ghaně hrozilo evropským kolonistům vysoké nebezpečí infekčních nemocí. To vedlo Britskou koloniální správu k založení ministerstva zdravotnictví, které mělo v oblasti zavést formální lékařský systém, včetně laboratorního odboru zaměřeného na výzkum, lékařského odboru se sítí nemocnic a klinik a sanitárního odboru pro veřejné zdraví. Zdravotní péče se soustředila do britských měst. Kromě těchto nemocnic a klinik s britským zdravotnickým personálem, byly do těchto měst distribuovány i léky proti malárie, které měly být poskytovány britským kolonistům a prodávány místnímu obyvatelstvu.

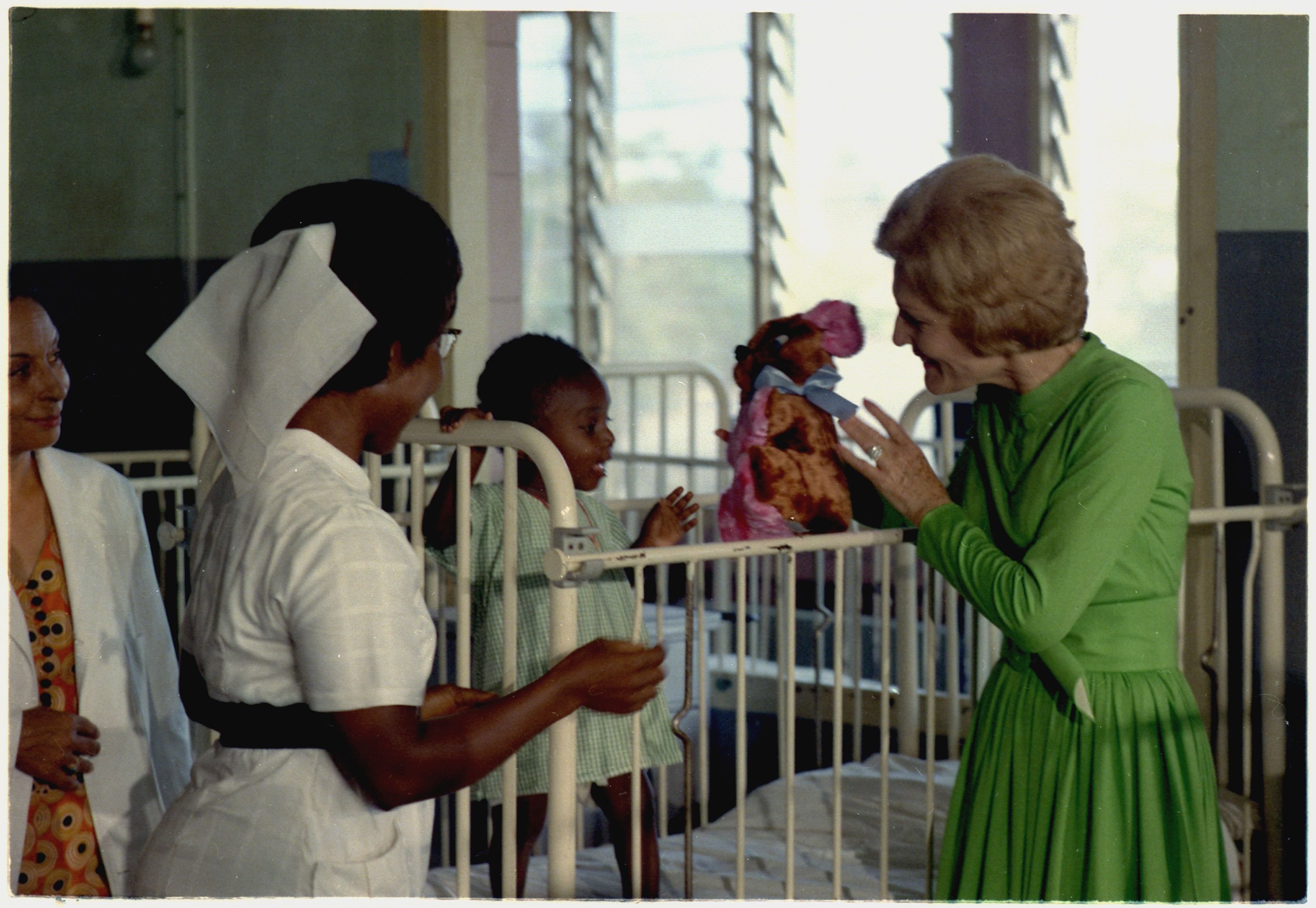
První dáma Spojených států amerických Pat Nixonová během své návštěvě v nemocnici v Ghaně, 1972

Světová zdravotnická organizace a Dětský fond OSN poskytovaly další peníze a podporu na poskytování moderní zdravotní péče v Ghaně. Obě organizace nabízeli finanční a technickou pomoc při odstraňování nemocí a zlepšování zdravotních norem. Tyto organizace ani britské instituce neuznávaly postupy tradičního léčitelství a křesťanští misionáři ve venkovských oblastech proti nim vystupovali. Přesto tito tradiční léčitelé i nadále zůstávali důležitými poskytovateli zdravotní péče, zejména právě ve venkovských oblastech, kde se nacházelo málo klinik.
Poté co se Ghana stala v roce 1957 dominiem v rámci Commonwealthu a získala tak částečnou nezávislost, ghanský předseda vlády Kwame Nkrumah prosazoval novou zdravotnickou a vzdělávací politiku, jejímž cílem bylo více zpřístupnit lékařské služby. Přesto zůstávaly kliniky i nadále především městskou záležitostí. V té době působilo 76 % lékařů ve městech, která obývalo pouze 23 % obyvatel Ghany.

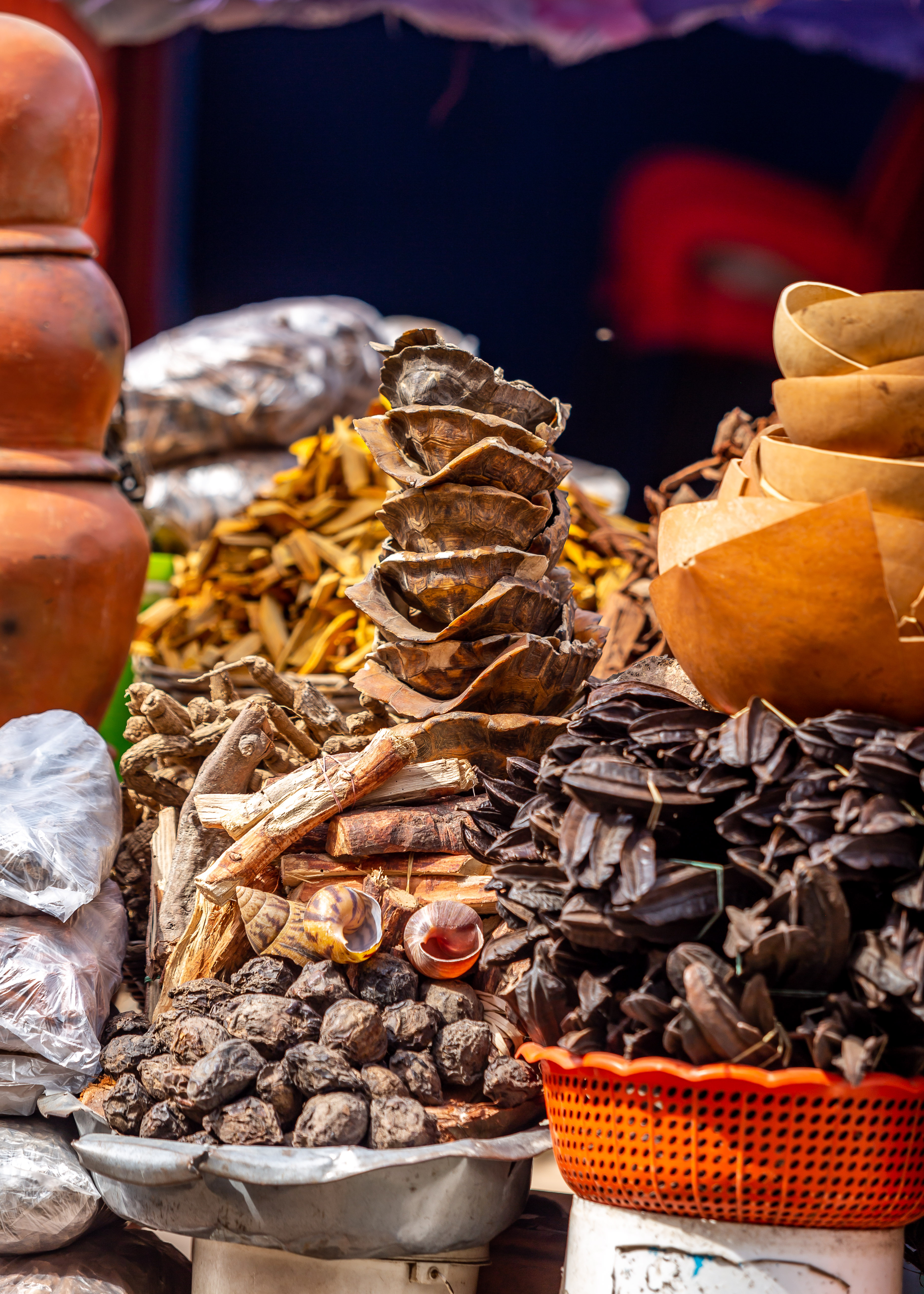
Ingredience pro přípravu tradiční medicíny

Zdravotní programy byly financovány výhradně obecnými daněmi, takže kdokoliv mohl bezplatně obdržet lékařské ošetření v kterékoliv z vládních nemocnic. Pracovníci odpovědní za veřejné zdraví měli provádět inspekce na pracovištích s cílem vyhodnotit jejich čistotu, aby tak zajistili, že všichni občané budou žít a pracovat v bezpečném prostředí. Vzhledem k bezplatné veřejné zdravotní péči a dalším velkým vládním výdajům se Ghana dostala do ekonomických potíží. Klesající tržní ceny jejich hlavních vývozních komodit ještě více zatížili ghanskou ekonomiku.
Po odchodu Nkrumaha z úřadu prezidenta v roce 1966 se následující vlády rozhodly seškrtat rozpočet. Aby byl dopad sníženého financování veřejného zdravotnictví menší, byla v roce 1969 zavedena vyhláška o nemocničních poplatcích (Hospital Fees Decree) a v roce 1970 stejnojmenný zákon (Hospital Fees Act). I přes snížení vládních výdajů se ekonomická situace v zemi zhoršovala, stejně jako zdravotní služby. V 80. letech 20. století bylo mnoho sociálních služeb, včetně zdravotní péče, nedostatečné s nemožností poskytovat adekvátní péči a léky navzdory skutečnosti, že zdravotní péče byla v Ghaně prakticky bezplatná.

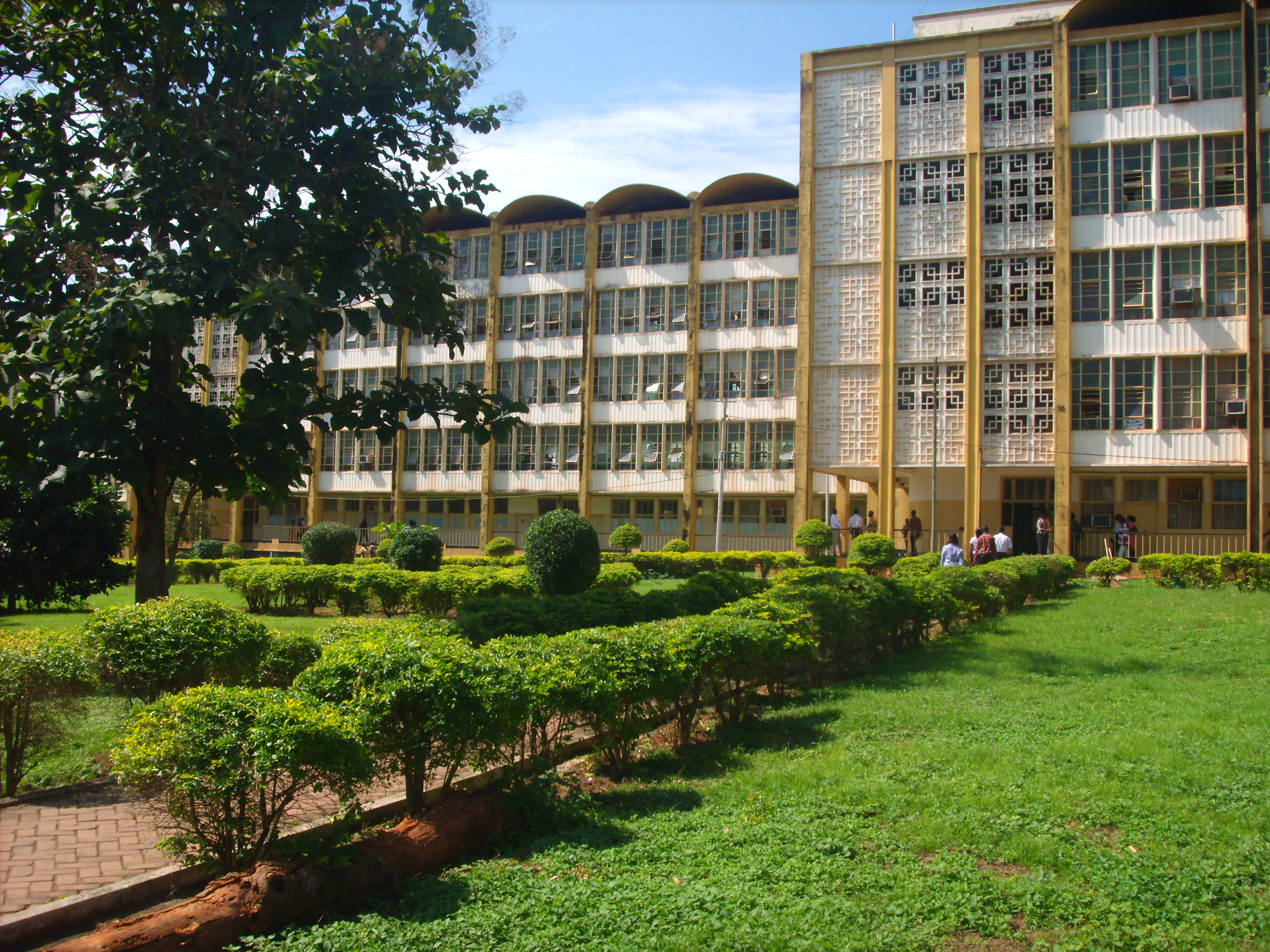
Nemocnice v Kumasi

V roce 1981 se situace ve zdravotnictví natolik zhoršila, že v nemocnicích chyběly základní zásoby a množství zdravotnického personálu odcházelo do zahraničí. V některých veřejných nemocnicích si pacienti sami museli zajistit jídlo, léky a lůžkoviny a mohli být zadrženi, dokud nezaplatili nemocniční poplatky. Lidé, kteří si nemohli dovolit nemocniční péči byli odsouzeni k samoléčbě. Dne 31. prosince 1981 Jerry Rawlings svrhl Limannovu vládu a prohlásil se za prezidenta.
Nová vláda byla Světovou bankou a Mezinárodním měnovým fondem tlačena k přijetí strukturálních změn, které by vedly ke snížení výdajů. V roce 1985 byla schválena nová regulace nemocničních poplatků s cílem vybírat více peněz, které by umožnily financovat léky a další potřeby zdravotnického systému. Nová pravidla tak vyžadovala platit poplatky a podle mnoha empirických studií tak vyloučila značný počet lidí z veřejného zdravotnictví, neboť si nemohli ekonomicky dovolit platit tyto poplatky, což vedlo k nespokojenosti mnoha obyvatel Ghany, kteří patřili k nižším a středním vrstvám. Umožnila však Ghaně snížit výdaje na zdravotní péči z 10 % v roce 1983 na 1,3 % v roce 1997 a navzdory veřejnému nesouhlasu přispěly k záchraně ghanské ekonomiky.
V roce 1997 byl zpuštěn Fond zdraví, který měl poskytovat finanční prostředky pro zdravotnictví. Přestože se zlepšovala dostupnost lékařské péče, zůstávaly poplatky velkou bariérou. V prezidentských volbách v roce 2000 zvítězil kandidát Nové vlastenecké strany (NPP) John Kufuor. V roce 2003 byl zaveden Národní systém zdravotního pojištění (NHIS) na základě zákona O národním zdravotním pojištění (National health Insurance Act), který poskytuje univerzální zdravotní péči všem Ghaňanům.

## Zdravotní péče v 21. století

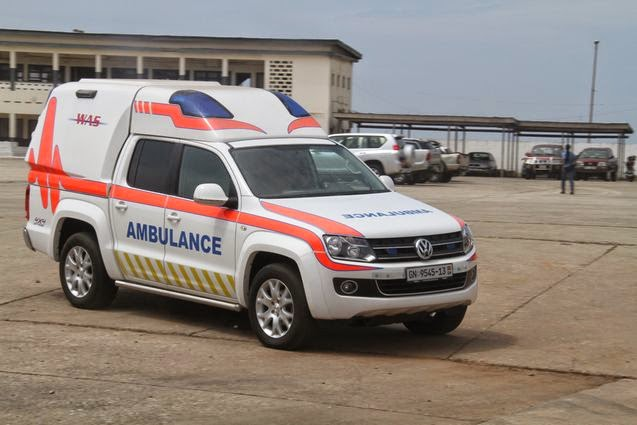
Záchranka Záchranné zdravotní služby Ghany

Většina lékařské péče v Ghaně je poskytována vládními zařízeními a z velké části ji spravuje ministerstvo zdravotnictví Ghany a Ghanská zdravotní služba (Ghana Health Service). Systém zdravotní péče má pět úrovní poskytovatelů: zdravotní místa, zdravotní centra a kliniky, okresní nemocnice, oblastní nemocnice a terciární nemocnice. Jejich nejnižší úroveň, zdravotní místa jsou první úrovní primární péče poskytované ve venkovských oblastech.
Tyto programy jsou financovány vládou Ghany, finančními úvěry, Internally Generated Fund (IGF) a Fondem sdružených dárců pro zdravotnictví. Kromě státních zdravotnických zařízení existují i nemocnice a kliniky provozované Křesťanskou zdravotnickou asociací Ghany. Existují i zařízení, která svou činností generují zisk, ale tato zařízení poskytují méně než 2 % zdravotních služeb.
V roce 2010 bylo na zdravotní péči vynaloženo 5,2 % HDP Ghany a všichni občané Ghany měli přístup k primární zdravotní péči.

### Venkovské oblasti
Úroveň poskytované zdravotní péče se v jednotlivých částech Ghany výrazně liší. V městských oblastech je velmi dobrá dostupnost a nachází se zde většina nemocnic, klinik i lékáren. Ve venkovských oblastech často není moderní zdravotní péče dostupná. Lidé v těchto oblastech buď spoléhají na tradiční africkou medicínu nebo musí za lékařskou péčí urazit velké vzdálenosti.
V roce 2005 utratila Ghana 6,2 % HDP za zdravotnictví. Z toho tvořily přibližně 34 % vládní výdaje. V dubnu 2019 spustila společnost Zipline doručování vakcín, krve, plazmy a léků do odlehlých oblastí pomocí dronů. V plánu je, aby zdravotníci obdržely objednávku do třiceti minut.

## Péče o zdraví matek a dětí

### Mateřská zdravotní péče
V roce 2015 činila úmrtnost matek v Ghaně 319 na 100 000 porodů. V roce 2008 to bylo 409,2 úmrtí na 100 000 porodů a v roce 1990 pak 549. Díky společnému úsilí Ghanské zdravotní služby, ghanské vlády a dalších dosáhla Ghana v roce 2018 snížení úmrtnosti na 128 úmrtí na 100 000 živě narozených dětí. I nadále však úmrtnost nedosahuje globálních cílů v oblasti reprodukčního zdraví, zdraví matek, novorozenců a mladistvých. Jejich cílem je dosáhnout do roku 2030 méně než 70 úmrtí na 100 000 živě narozených dětí. Míra fertility klesla z 3,99 v roce 2000 na 3,28 v roce 2010.

### Rakovina prsu
Karcinom prsu je v Ghaně hlavním maligním rakovinným onemocněním. V roce 2007 představovala rakovina prsu 15,4 % případů maligní rakoviny a toto číslo se každoročně zvyšuje. Zhruba 70 % žen kterým je v Ghaně diagnostikována rakovina prsu je v pokročilém stádiu onemocnění. Studie navíc ukázala, že ghanské ženy mají větší pravděpodobnost být diagnostikování s nádorem vysokého stupně, které jsou negativní na expresi estrogenového receptoru, progesteronového receptoru a HER/2 neu markeru. Takové nádory jsou agresivnější a vedou k vyšší úmrtnosti.
Na počátku 21. století začaly mezinárodní delegace a nevládní organizace reagovat na rostoucí problém karcinomu prsu v zemi. Zejména Breast Health Global Initiative a Susan G. Komen for the Cure pomáhají se včasnou detekcí a snížením úmrtnosti na rakovinu prsu. Prostřednictvím veřejného vzdělávání, informovanosti, školení a zejména podporou postupů včasné diagnostiky pomáhají tyto skupiny zlepšit situaci v Ghaně..